# مامادو کنده
مامادو کنده (انگلیسی: Mamadu Candé) یک بازیکن فوتبال اهل گینه بیسائو است که در پرتغال متولد شده و ملیت پرتغالی نیز دارد. او اکنون در تیم سانتا کلارا در لیگ پرتغال بازی می کند.

## دوران حرفه ای
او بعد از اینکه در آکادمی دیزمبرو ۳ سال را سپری کرد به تیم بزرگسالان این تیم آمد و در پست هافبک وسط تنها یه بازی مقابل تیم براگا بازی کرد که آن بازی را ۲-۱ به تیم براگا واگذار کردند. بعد از ۱ سال او به مبلغ ۴۰ هزار دلار به عنوان یک بازیکن با استعداد به تیم داس آوس رفت. او خیلی بعد از سپری کردن یک سال به عنوان نیمکت نشین در ترکیب این تیم به عنوان مدافع چپ جا افتاد و در آن فصل ۲۲ بازی برای این تیم کرد. در یکم ژوئیه ۲۰۱۳ انتقال ممدو به باشگاه ویدتون مجارستان قطعی شد و تبدیل به معدود لژیونر های گینه بیسائو شد. اما در ویدتون عملکرد خوبی نداشت بعد از بازی کردن تنها ۳ بازی در ۱۳ آگوست ۲۰۱۴ به عنوان یک بازیکن آزاد به لیگ پرتغال برگشت و در ترکیب پورتیموننزه جا خوش کرد. به گفته خودش دوران حرفه ای او در تیم پورتیموننزه بوده زیرا او در ترکیب این تیم ۵۴ بازی کرد و ۱ گل به ثمر رساند. بعد از آن دوباره به عنوان بازیکن آزاد در سال ۲۰۱۶ با تیم توندلا قرارداد امضا کرد؛ اما عملکرد او خیلی چشم مدیران باشگاه را نگرفت و او در دسامبر سال ۲۰۱۶ از توندلا اخراج شد. سال بعد در اومونیا ایفای نقش کرد و در ۱۸ بازی ۳ گل به ثمر رساند. و در نهایت به دلیل مسائل مالی باشگاه اومونیا او نتوانست با این باشگاه تمدید کند پس ناچار او به باشگاه سانتا کلارا پیوست و در فصل گذشته ۳۷ بازی برای این تیم در لیگ پرتغال انجام داد و او هنوز هیچ افتخاری کسب نکرده است.